# Caenimonas koreensis
Caenimonas koreensis es una especie de bacteria gramnegativa del género Caenimonas. Fue descrita en el año 2008, es la especie tipo. Su etimología hace referencia a Korea. Es aerobia e inmóvil. Tiene un tamaño de 0,4-0,6 μm de ancho por 0,8-2,0 μm de largo. Catalasa y oxidasa positivas. Forma colonias blancas, translúcidas y circulares en agar R2A. Temperatura de crecimiento óptima de 30 °C. Se ha aislado de lodos activados. 